# 大森寿恵子
大森 寿恵子（おおもり すえこ、1920年 ‐ 2010年1月4日）は、日本の文芸評論家。日本共産党中央委員会議長宮本顕治の妻で作家だった宮本百合子の秘書。百合子の死後に宮本顕治と結婚して百合子研究家として作品評と評伝に関する多くの論稿を発表した。長男に宮本太郎。

## 経歴
本名は宮本寿恵子（みやもとすえこ）。東京生まれ。作家高杉一郎の妻の妹にあたる。
学生の時に宮本百合子を知り、目白の自宅を数度訪問。戦後百合子の秘書を務める。1948年日本共産党に入党。百合子死後、1951-53年刊行の河出書房版『宮本百合子全集』（全15巻）の編纂委員会事務局。1956年5月、宮本顕治と結婚。1979-81年刊行の新日本出版社版『宮本百合子全集』（全25巻別巻1補巻2）の編集・解題を担当。多喜二・百合子研究会運営委員。

## 著作
- 編著『写真集 宮本百合子 文学とその生涯』、新日本出版社、1976年1月  ISBN 978-4-406-00359-9
- 『若き日の宮本百合子 早春の巣立ち』、新日本出版社、1977年1月30日 全国書誌番号 77029104
- 『増補版 若き日の宮本百合子 早春の巣立ち』、新日本出版社、1993年7月25日 ISBN 4-406-02194-9
- 編著『百合子輝いて : 写真でたどる半世紀』新日本出版社、1999年2月  ISBN 978-4-406-02647-5